# Barbara Sattler
Barbara Michaela Sattler (* 17. Oktober 1974 in Wien) ist eine österreichische Philosophin, Philosophiehistorikerin und Hochschullehrerin.

## Leben
Nach der Matura 1993 in Wien studierte Sattler zunächst Germanistik, Philosophie und Mathematik an der Universität Wien, bis sie 1995 mit den Fächern Philosophie und Germanistik an die Freie Universität Berlin wechselte. Sie schloss dieses Studium 2001 mit dem Magister artium ab. Von 1997 bis 2000 war sie wissenschaftliche Hilfskraft bei Michael Theunissen. Es folgte, mit Studienaufenthalten in St Andrews, an der Universität Oxford und am Wolfson College, Oxford, sowie unterbrochen von einer diplomatischen Ausbildung in Wien, ein 2006 an der Freien Universität Berlin abgeschlossenes Promotionsstudium in Philosophie.
Bereits von 2005 an hatte sie eine Tenure-Track-Anstellung in Philosophie an der University of Illinois at Urbana-Champaign, von 2007 bis 2013 eine Assistant Professorship an der Yale University und anschließend eine Anstellung als Senior Lecturer an der University of St Andrews. Im Sommersemester 2016 war sie Gastprofessorin für das Fachgebiet „Philosophie der Antike und Gegenwart“ an der Humboldt-Universität zu Berlin. Seit 2020 ist sie Inhaberin der Professur für die Philosophie der Antike und des Mittelalters an der Ruhr-Universität Bochum.
Sattler arbeitet zur Metaphysik und Naturphilosophie der Antike, insbesondere zu Zeit, Raum und Bewegung, sowie zur antiken Philosophie der Mathematik. Dabei berücksichtigt sie vor allem Parmenides und Zenon von Elea sowie Platons Dialoge Timaios und Symposion.

## Schriften (Auswahl)
Monographien
- Philosophy of Mathematics from the Pythagoreans to Euclid (Cambridge Elements in Mathematics). Cambridge University Press, Cambridge 2025.
- The Concept of Motion in Ancient Greek Thought – Foundations in Logic, Method, and Mathematics. Cambridge University Press, Cambridge 2020.

Herausgeberschaften
- mit Alex Long (Hrsg.): New Perspectives on Parmenides. Oxford University Press, Oxford 2025.
- mit Ursula Coope (Hrsg.): Ancient Ethics and the Natural World. Cambridge University Press, Cambridge 2021.
- mit Richard Mohr (Hrsg.): One Book, the Whole Universe: Plato’s Timaeus Today. Proceedings of the Conference “Plato’s Timaeus Today” at the University of Illinois at Urbana-Champaign, September 13–16, 2007. Parmenides Press, Las Vegas 2010.